# Пам'ятки історії Оржицького району
₡У Оржицькому районі Полтавської області нараховується 50 пам'яток історії.
| #   | назва | адреса                                         | роки події            | роки встановлення | автор                             | матеріали                                | розміри                                           | рішення                                               |
| --- | --- | ---------------------------------------------- | --------------------- | ----------------- | --------------------------------- | ---------------------------------------- | ------------------------------------------------- | ----------------------------------------------------- |
| 1.  | Братська могила радянських воїнів, серед них Герой Радянського Союзу Т. П. Бумажков, жертв фашизму, пам'ятний знак воїнам-землякам | с-ще Оржиця, парк Слави, меморіальний комплекс | 1941, 1943, 1941—1945 | 1955              | Київський скульптурний комбінат   | залізобет., мідь, цегла оштук.           | вис. ск. — 4,2 м, пост. — 2,4 м                   | -                                                     |
| 2.  | Монумент Слави на місці жорстоких боїв воїнів Радянської Армії з німецько-фашистськими загарбниками у вересні 1941 р.              | с-ще Оржиця, вул. Леніна                       | 1941                  | 1967              | Харківський скульптурний комбінат | мармурова крихта, мідь, залізобет.       | вис. обеліска — 6,0 м, ск. — 3,0 м, пост. — 1,6 м | -                                                     |
| 3.  | Пам'ятний знак на честь воїнів Південно-Західного фронту                                                                           | с-ще Оржиця, вул. Леніна                       | 1941                  | 1975              | Місцеві майстри                   | обеліск — граніт                         | вис. 1,6 м                                        |                                                       |
| 4.  | Братська могила радянських воїнів і пам'ятний знак полеглим воїнам-землякам                                                        | с. Маяківка, меморіальний комплекс             | 1941, 1943, 1941—1945 | 1957              | Ск. О. Щербина                    | залізобет., цегла оштук.                 | вис. ск. — 3,0 м, пост. — 1,8 м                   | -                                                     |
| 5.  | Братська могила радянських воїнів                                                                                                  | с. Онишки, кладовище                           | 1941, 1943            | 1956              | Харківський скульптурний комбінат | залізобет. ,цегла оштук.                 | вис. ск. — 3,0 м, пост. — 1,5 м                   | -                                                     |
| 6.  | Братська могила радянських воїнів, пам'ятний знак полеглим воїнам-землякам                                                         | с. Онишки, меморіальний комплекс               | 1941, 1943, 1941—1945 | 1958              | Харківський скульптурний комбінат | залізобет., цегла оштук.                 | вис. ск. — 2,3 м, пост. — 4,0 м                   | -                                                     |
| 7.  | Братська могила радянських воїнів                                                                                                  | с. Воронинці                                   | 1943                  | 1958              | Харківський скульптурний комбінат | залізобет., цегла оштук.                 | вис. ск. — 3,0 м, пост. — 2,3 м                   | -                                                     |
| 8.  | Пам'ятний знак полеглим воїнам-землякам                                                                                            | с. Воронинці                                   | 1941—1945             | 1968              | Харківський скульптурний комбінат | обеліск — мармурова крихта               | вис. 10,5 м                                       | -                                                     |
| 9.  | Братська могила радянських воїнів і пам'ятний знак полеглим воїнам-землякам                                                        | с. Денисівка, меморіальний комплекс            | 1941, 1943, 1941—1945 | 1951              | Харківський скульптурний комбінат | обеліск — мармурова крихта, цегла оштук. | вис. обеліска. — 8,0 м, пост. — 2,3 м             | -                                                     |
| 10. | Братська могила радянських воїнів                                                                                                  | с. Загребелля, кладовище                       | 1941                  | 1975              | Місцеві майстри                   | обеліск — метал                          | вис. 1,5 м                                        | -                                                     |
| 11. | Братська могила радянських воїнів і пам'ятний знак полеглим воїнам-землякам                                                        | с. Заріг, меморіальний комплекс                | 1941, 1941—1945       | 1954              | Харківський скульптурний комбінат | залізобет., цегла оштук.                 | вис. ск. — 4,0 м, пост. — 2,2 м                   | -                                                     |
| 12. | Пам'ятний знак і Березова алея пам'яті на честь загиблих воїнів-земляків                                                           | с. Заріг, дендропарк                           | 1941—1945             | 1975              | Місцеві майстри                   | стела — камінь                           | вис. 2,3 м                                        | -                                                     |
| 13. | Братська могила радянських воїнів                                                                                                  | с. Заріг, кладовище                            | 1941                  | 1985              | Місцеві майстри                   | стела — мармур чорний                    | вис. 1,8 м                                        | -                                                     |
| 14. | Братська могила радянських воїнів                                                                                                  | с. Заріг, кладовище                            | 1941                  | 1985              | Місцеві майстри                   | стела — мармур чорний                    | вис. 1,2 м                                        | -                                                     |
| 15. | Могила Героя Соціалістичної Праці О. В. Василенка                                                                                  | с. Заріг, кладовище                            | 1914—1975             | 1975              | Кременчуцький побуткомбінат       | обеліск — граніт                         | вис. 1,8 м                                        | -                                                     |
| 16. | Пам'ятник трудової Слави — трактор «Універсал-2»                                                                                   | с. Заріг, сільгосптехніка                      | -                     | 1968              | Місцеві майстри                   | пост. — цегла оштук.                     | вис. пост. — 3,5 м                                | -                                                     |
| 17. | Братська могила радянських воїнів, пам'ятний знак полеглим воїнам-землякам                                                         | с. Золотухи, центр, меморіальний комплекс      | 1941, 1941—1945       | 1952              | Ск. О. Щербина                    | пост. — цегла оштук.                     | вис. ск. — 2,2 м, пост. — 1,3 м                   | -                                                     |
| 18. | Могила повного кавалера ордена Слави Ф. Я. Тонкошкура                                                                              | с. Тарасенкове, кладовище                      | 1920—1978             | 1978              | Місцеві майстри                   | обеліск — метал                          | вис. 2,1 м                                        | -                                                     |
| 19. | Братська могила радянських воїнів і пам'ятний знак полеглим воїнам-землякам                                                        | с. Тарасенкове, меморіальний комплекс          | 1941, 1941—1945       | 1953              | Харківський скульптурний комбінат | залізобет., цегла оштук.                 | вис. ск. — 2,5 м, пост. — 3,2 м                   | -                                                     |
| 20. | Братська могила радянських воїнів, пам'ятний знак полеглим воїнам-землякам                                                         | с. Круподеренці, меморіальний комплекс         | 1941, 1941—1945       | 1957              | Ск. Я. Рик, арх. Н. Клейн         | залізобет., цегла оштук.                 | вис. ск. — 2,8 м, пост. — 4,2 м                   | -                                                     |
| 21. | Братська могила радянських воїнів, пам'ятний знак полеглим воїнам-землякам                                                         | с-ще Куйбишеве, меморіальний комплекс          | 1941, 1941—1945       | 1959              | Харківський скульптурний комбінат | залізобет., цегла оштук.                 | вис. ск. — 2,3 м, пост. — 2,8 м                   | -                                                     |
| 22. | Могила Героя Соціалістичної Праці І. І. Марченка                                                                                   | с-ще Куйбишеве, кладовище                      | 1913—1970             | 1975              | Місцеві майстри                   | обеліск — метал                          | вис. 2,1 м                                        | -                                                     |
| 23. | Братська могила радянських воїнів і пам'ятний знак полеглим воїнам-землякам                                                        | с. Тимки, меморіальний комплекс                | 1941, 1943, 1941—1945 | 1958              | Харківський скульптурний комбінат | залізобет., цегла оштук.                 | вис. ск. — 2,3 м, пост. — 1,6 м                   | -                                                     |
| 24. | Пам'ятний знак полеглим воїнам-землякам                                                                                            | с. Хоружівка                                   | 1941—1945             | 1958              | Харківський скульптурний комбінат | залізобет., цегла оштук.                 | вис. ск. — 2,2 м, пост. — 2,7 м                   | -                                                     |
| 25. | Братська могила радянських воїнів, пам'ятний знак полеглим воїнам-землякам                                                         | с. Лазірки, меморіальний комплекс              | 1941, 1943, 1941—1945 | 1952              | Харківський скульптурний комбінат | залізобет., цегла оштук.                 | вис. ск. — 2,2 м, пост. — 4,0 м                   | -                                                     |
| 26. | Братська могила жертв фашизму | с. Лукім'я                                     | 1943, березень        | 1965              | Місцеві майстри                   | обеліск — метал                          | вис. 3,5 м                                        | -                                                     |
| 27. | Братська могила радянських воїнів                                                                                                  | с. Лукім'я                                     | 1941, 1943            | 1958              | Харківський скульптурний комбінат | залізобет., цегла оштук.                 | вис. ск. — 2,5 м, пост. — 2,9 м                   | -                                                     |
| 28. | Пам'ятний знак полеглим воїнам-землякам                                                                                            | с. Лукім'я                                     | 1941—1945             | 1965              | Місцеві майстри                   | обеліск — цегла оштук.                   | вис. 3,2 м                                        | -                                                     |
| 29. | Братська могила радянських воїнів, пам'ятний знак полеглим воїнам-землякам                                                         | с. Плехів, меморіальний комплекс               | 1941, 1943, 1941—1945 | 1957              | Харківський скульптурний комбінат | залізобет., цегла оштук.                 | вис. ск. — 2,3 м, пост. — 4,8 м                   | -                                                     |
| 30. | Братська могила радянських воїнів, пам'ятний знак полеглим воїнам-землякам                                                         | с. Тарасівка, меморіальний комплекс            | 1941, 1943, 1941—1945 | 1954              | Харківський скульптурний комбінат | залізобет., цегла оштук.                 | вис. ск. — 2,0 м, пост. — 1,5 м                   | -                                                     |
| 31. | Братська могила радянських воїнів, пам'ятний знак полеглим воїнам-землякам                                                         | с. Райозеро, меморіальний комплекс             | 1941, 1943, 1941—1945 | 1959              | Харківський скульптурний комбінат | залізобет., цегла оштук.                 | вис. ск. — 2,1 м, пост. — 1,7 м                   | -                                                     |
| 32. | Братська могила радянських воїнів, пам'ятний знак полеглим воїнам-землякам                                                         | с. Несено-Іржавець, меморіальний комплекс      | 1941, 1941—1945       | 1959              | Харківський скульптурний комбінат | залізобет., цегла оштук.                 | вис. ск. — 2,1 м, пост. — 2,1 м                   | -                                                     |
| 33. | Братська могила радянських воїнів, жертв фашизму і пам'ятний знак полеглим воїнам-землякам                                         | с. Савинці, меморіальний комплекс              | 1941, 1942, 1941—1945 | 1956              | Арх. О. Супрун, А. Білостоцький   | залізобет., цегла оштук.                 | вис. ск. — 2,8 м, пост. — 3,9 м                   | -                                                     |
| 34. | Братська могила радянських воїнів                                                                                                  | с. Сазонівка                                   | 1941, 1943            | 1957              | Ск. О. Савельєв                   | залізобет., цегла оштук.                 | вис. ск. — 2,3 м, пост. — 3,5 м                   | -                                                     |
| 35. | Пам'ятний знак полеглим воїнам-землякам                                                                                            | с. Сазонівка                                   | 1941—1945             | 1963              | Харківський скульптурний комбінат | обеліск — мармурова крихта               | вис. 9,0 м                                        | Рішення Оржицького райвиконкому № 129 від 15.08.1963  |
| 36. | Братська могила радянських воїнів, пам'ятний знак полеглим воїнам-землякам                                                         | с. Великоселецьке, меморіальний комплекс       | 1941, 1943, 1941—1945 | 1958              | Харківський скульптурний комбінат | залізобет., цегла оштук.                 | вис. ск. — 2,3 м, пост. — 1,4 м                   | -                                                     |
| 37. | Братська могила радянських воїнів                                                                                                  | c. Старий Іржавець                             | 1941                  | 1958              | Харківський скульптурний комбінат | залізобет., цегла оштук.                 | вис. ск. — 2,8 м, пост. — 2,3 м                   | -                                                     |
| 38. | Пам'ятний знак полеглим воїнам-землякам                                                                                            | c. Старий Іржавець, парк                       | 1941—1945             | 1968              | Харківський скульптурний комбінат | обеліск — мармурова крихта               | вис. 8,1 м                                        | Рішення Оржицького райвиконкому № 129 від 15.08.1963  |
| 39. | Братська могила радянських воїнів і жертв фашизму, пам'ятний знак полеглим воїнам-землякам                                         | с. Чайківщина, меморіальний комплекс           | 1941, 1942, 1941—1945 | 1958              | Ск. Я. Рик, арх. Н. Клейн         | залізобет., цегла оштук.                 | вис. ск. — 2,5 м, пост. — 3,6 м                   | -                                                     |
| 40. | Братська могила радянських воїнів і пам'ятник воїнам-землякам                                                                      | с. Чепельча, меморіальний комплекс             | 1941, 1943, 1941—1945 | 1956              | Харківський скульптурний комбінат | залізобет., цегла оштук.                 | вис. ск. — 2,8 м, пост. — 3,3 м                   | -                                                     |
| 41. | Братська могила радянських воїнів, пам'ятний знак полеглим воїнам-землякам                                                         | с. Черевки, меморіальний комплекс              | 1941, 1943, 1941—1945 | 1961              | Ск. О. Савельєв                   | залізобет., цегла оштук.                 | вис. ск. — 3,0 м, пост. — 2,2 м                   | -                                                     |
| 42. | Братська могила радянських воїнів, пам'ятний знак полеглим воїнам-землякам                                                         | с. Хорошки, меморіальний комплекс              | 1941, 1941—1945       | 1959              | Харківський скульптурний комбінат | залізобет., цегла оштук.                 | вис. ск. — 2,3 м, пост. — 1,9 м                   | -                                                     |
| 43. | Братська могила радянських воїнів, пам'ятний знак полеглим воїнам-землякам                                                         | с. Чутівка                                     | 1941, 1943, 1941—1945 | 1957              | Харківський скульптурний комбінат | залізобет., цегла оштук.                 | вис. ск. — 3,0 м, пост. — 1,5 м                   | -                                                     |
| 44. | Пам'ятний знак полеглим воїнам-землякам                                                                                            | с. Новий Іржавець, парк                        | 1941—1945             | 1965              | Харківський скульптурний комбінат | залізобет., цегла оштук.                 | вис. ск. — 2,5 м, пост. — 2,0 м                   | -                                                     |
| 45. | Пам'ятник воїнам-землякам | с. Новий Іржавець                              | 1941—1945             | 1968              | Харківський скульптурний комбінат | обеліск — мармурова крихта, цегла оштук. | вис. 6,5 м                                        | Рішення Оржицького райвиконкому № 129 від 15.08.1963  |
| 46. | Братська могила учасників встановлення радянської влади                                                                            | с. Яблуневе, кладовище                         | 1918—1919             | 1953              | Харківський скульптурний комбінат | залізобет., цегла оштук.                 | вис. ск. — 2,4 м, пост. — 1,5 м                   | -                                                     |
| 47. | Братська могила радянських воїнів, пам'ятний знак полеглим воїнам-землякам                                                         | с. Яблуневе, центр, меморіальний комплекс      | 1941, 1943, 1941—1945 | 1953              | Харківський скульптурний комбінат | залізобет., цегла оштук.                 | вис. ск. — 2,9 м, пост. — 3,6 м                   | -                                                     |
| 48. | Меморіальна дошка на честь Героя Радянського Союзу С. П. Власенка                                                                  | с. Яблуневе, школа                             | 1909—1944             | 1975              | Харківська майстерня              | граніт                                   | 0,58 х 0,5 м                                      | Рішення Полтавського облвиконкому № 20 від 14.03.1975 |
| 49. | Братська могила радянських воїнів, пам'ятний знак полеглим воїнам-землякам                                                         | с. Пилиповичі, меморіальний комплекс           | 1943, 1941—1945       | 1957              | Ск. О. Щербина                    | залізобет., цегла оштук.                 | вис. ск. — 2,8 м, пост. — 1,4 м                   | -                                                     |
| 50. | Пам'ятний знак на честь моряків Дніпровської військової флотилії                                                                   | с. Кандибівка, околиця                         | 1941                  | 1983              | Місцеві майстри                   | обеліск — сірий граніт                   | вис. об. −2,5 м, пост. — 0,6 м                    | -                                                     |